# Baszków (Grande-Pologne)
Pour les articles homonymes, voir Baszków.
Baszków (prononciation : [ˈbaʂkuf]) est un village polonais de la gmina de Zduny dans le powiat de Krotoszyn de la voïvodie de Grande-Pologne dans le centre-ouest de la Pologne.
Il se situe à environ 8 kilomètres au nord-ouest de Zduny (siège de la gmina), à 10 kilomètres à l'ouest de Krotoszyn (siège du powiat) et à 84 kilomètres au sud de Poznań (capitale régionale).
Le village possédait une population de 800 habitants en 2005.

## Histoire
De 1975 à 1998, le village faisait partie du territoire de la voïvodie de Kalisz.

Depuis 1999, Baszków est situé dans la voïvodie de Grande-Pologne.